# Elg-Cajsa
Cajsa "Elg-Cajsa" Jansdotter, född 26 oktober 1791 i Norrby församling, Västmanlands län, död 19 juni 1839 i Simtuna församling, Västmanlands län, var en dömd svensk mördare.
Hon kom från Härsta i Norrby socken. Hon ställdes inför rätt åtalad för att ha mördat sin make Per Elg genom att blanda i arsenik i pölsan, och för att ha begått mordförsök på sin dotter Anna i Broddbo genom att blanda arsenik i en vetebulle. Hon dömdes som skyldig till anklagelsen och avrättades för mord genom halshuggning.